# George Hutson
George William Hutson (Lewes, 22 dicembre 1889 – Venizel, 14 settembre 1914) è stato un mezzofondista britannico.

## Biografia
Prese parte ai Giochi olimpici di Stoccolma 1912 dove conquistò due medaglie di bronzo nei 5 000 metri e nei 3 000 metri a squadre insieme a Joe Cottrill, William Moore, Edward Owen e Cyril Porter.
Morì in Francia durante la prima guerra mondiale mentre serviva l'esercito britannico con il grado di sergente nel Royal Sussex Regiment nel corso della prima battaglia della Marna. Le sue spoglie non furono mai ritrovate e il suo nome venne inciso sul monumento ai caduti di La Ferté-sous-Jouarre.

## Palmarès
| Anno | Manifestazione  | Sede      | Evento           | Risultato | Prestazione | Note                          |
| ---- | --------------- | --------- | ---------------- | --------- | ----------- | ----------------------------- |
| 1912 | Giochi olimpici | Stoccolma | 5000 m           | Bronzo    | 15'07"6     | Miglior prestazione personale |
| 1912 | Giochi olimpici | Stoccolma | 3000 m a squadre | Bronzo    | 22 p.       |                               |